# Snofru
Snofru (auch Snefru, Sneferu oder Seneferu; griechisch Soris) war der erste altägyptische König (Pharao) der 4. Dynastie im Alten Reich. Er herrschte etwa von 2670 bis 2620 v. Chr. In seiner Regierungszeit fanden Kriegszüge nach Libyen und Nubien sowie eine große Handelsexpedition in den Libanon statt. Berühmtheit erlangte Snofru hauptsächlich durch seine Bautätigkeit. Als einziger Pharao ließ er drei monumentale Pyramiden errichten, deren Gesamtvolumen mit circa 3,4 Mio. Kubikmeter das der größten Pyramide Ägyptens, der Cheops-Pyramide, deutlich übersteigt. Architektonisch leiteten sie den Wandel von den früheren Stufenpyramiden zur echten Pyramide ein.
Snofru wurde im gesamten späteren Verlauf der altägyptischen Geschichte in hohem Maße verehrt und der ihm zu Ehren zelebrierte Totenkult dauerte lang an. Er galt als Idealbild des gerechten Herrschers, als welcher er in mehreren literarischen Werken gewürdigt wurde.

## Herkunft und Familie
Die Herkunft Snofrus liegt weitgehend im Dunkeln. Mit einiger Sicherheit lässt sich nur seine Mutter bestimmen, die Meresanch I. hieß. Sie ist allerdings nicht zeitgenössisch belegt, sondern nur auf dem aus der 5. Dynastie stammenden Palermostein und in einem Graffito aus der 18. Dynastie. Auch wenn Snofru häufig als Sohn seines Amtsvorgängers Huni angesehen wird, konnte bisher weder für ihn noch für Meresanch I. irgendeine familiäre Verbindung zu Huni nachgewiesen werden. Pierre Montet vermutete daher bereits in den 1960er-Jahren, dass Snofru nicht mit dem Königshaus verwandt war, sondern ursprünglich ein Provinzbeamter aus der Gegend von Beni Hasan war. Grund für diese Annahme war die Nennung des Ortsnamens „Menat-Snofru“ im Totentempel von Snofrus Meidum-Pyramide. In Beni Hasan selbst wiederum wird in einigen Gräbern ein Ort namens Menat-Chufu genannt. Montet vermutete, dass beide Orte identisch sind und lediglich nach dem Amtsantritt von Snofrus Nachfolger Cheops (Chufu), der laut Montet ebenfalls von hier stammte, eine Umbenennung erfolgte. Ohne weitere Belege müssen diese Überlegungen vorerst hypothetisch bleiben.
Die einzige bekannte Ehefrau Snofrus war Hetepheres I., die allerdings nicht den Titel einer Königsgemahlin trug und daher wohl nur als Nebenfrau anzusehen ist. Aus dieser Verbindung gingen zwei Söhne hervor, zum einen Snofrus Thronfolger Cheops und nach neueren Erkenntnissen wohl auch Kawab, der bisher als jung verstorbener Kronprinz des Cheops angesehen wurde.
Mehrere weitere Kinder stammten von unbekannten Ehefrauen. Söhne waren Rahotep, Nefermaat, Anchhaf (den Rainer Stadelmann allerdings für einen Sohn des Cheops hält), Netjeraperef sowie möglicherweise Ranefer, Kanefer und Iynefer. Hinzu kommt noch ein weiterer Prinz, der nur durch sein monumentales Mastaba-Grab M17 in Meidum bekannt ist, dessen Name allerdings nicht überliefert ist. Töchter Snofrus waren Hetepheres, die Ehefrau des Anchhaf, sowie Neferetkau und Neferetnesu. Meritites I., eine Gemahlin des Cheops, wird ebenfalls als Tochter des Snofru angesehen. Nach einem neueren Vorschlag könnte sie statt einer Tochter eine Nebengemahlin des Snofru gewesen sein und wurde nach dessen Tod die Königsgemahlin von Cheops.

## Herrschaft

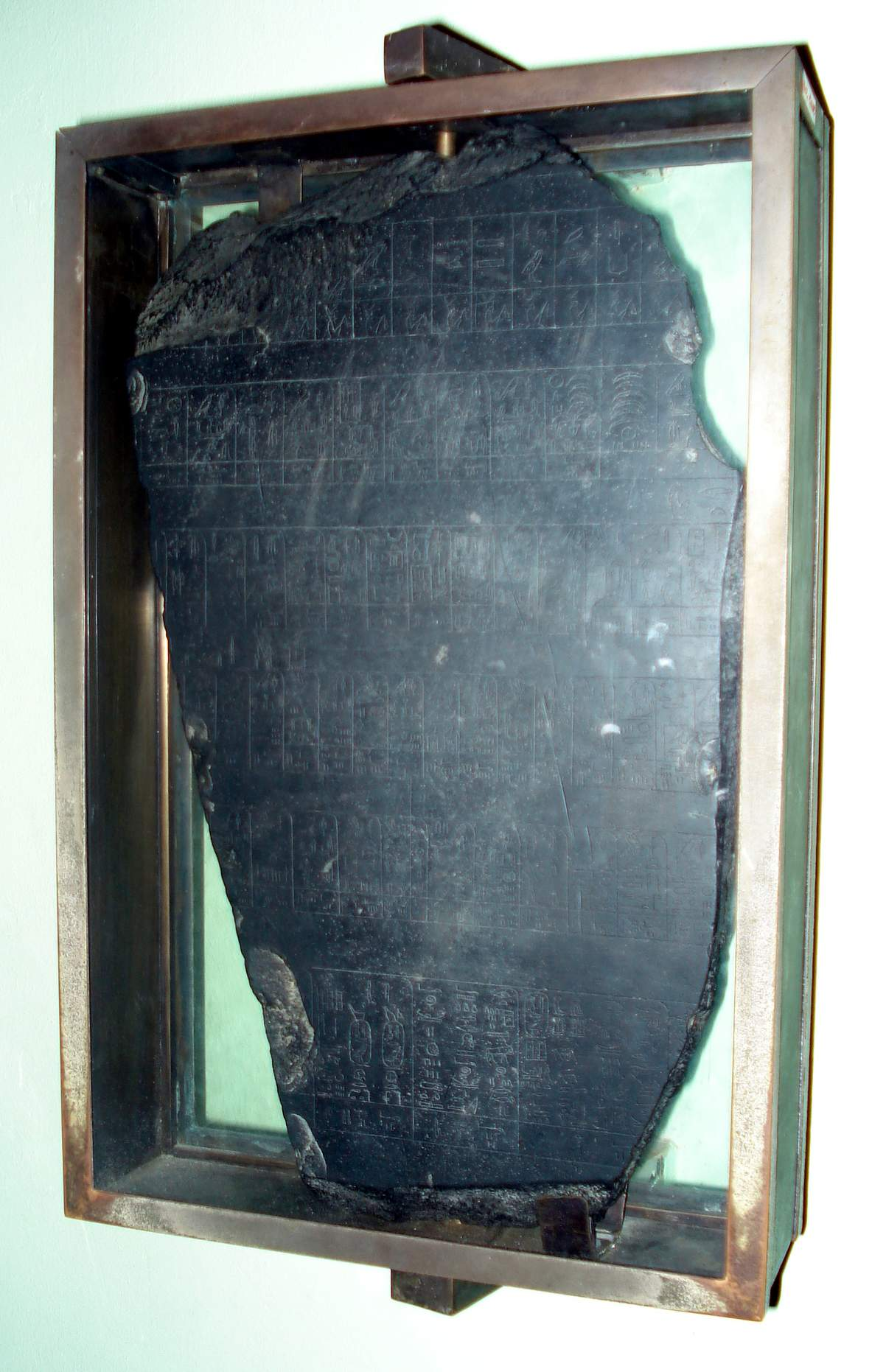
Der Palermostein

Die Regierungszeit des Snofru ist im Gegensatz zu den meisten anderen Herrschern des Alten Reiches recht detailliert überliefert. Die wichtigsten Quellen stellen dabei der bereits erwähnte Palermostein (Palermo-Fragment) und das Kairo-Fragment Nr. 4 (C4 / K4 – nach W. Helck) dar, die vermutlich beide aus dem ehemaligen, unter Neferirkare angefertigten Annalenstein der 5. Dynastie stammen und wichtige Ereignisse aus den Regierungszeiten aller früheren Könige auflisten. Im Falle von Snofru werden beispielsweise eine Handelsexpedition und zwei Kriegszüge genannt, aber auch religiöse Feste oder die Fertigung von Statuen und Holzgegenständen, darunter auch einer Harfe, die hier zum ersten Mal in der ägyptischen Geschichte bezeugt ist.

### Regierungsdauer
Die genaue Regierungsdauer des Snofru ist unsicher. Der Königspapyrus Turin, der im Neuen Reich entstand und ein wichtiges Dokument zur ägyptischen Chronologie darstellt, gibt 24 Jahre an, der im 3. Jahrhundert v. Chr. lebende ägyptische Priester Manetho 29. Das höchste zeitgenössisch belegte Datum ist ein „24. Mal der Zählung“, womit eine landesweite Zählung des Viehs zum Zwecke der Steuererhebung gemeint ist. Problematisch hieran ist, dass diese Zählungen ursprünglich alle zwei Jahre stattfanden (das heißt auf ein „x-tes Jahr der Zählung“ folgte ein „Jahr nach dem x-ten Mal der Zählung“), später aber zum Teil auch jährlich stattfinden konnten (auf ein „x-tes Jahr der Zählung“ folgte das „y-te Jahr der Zählung“). Für Snofrus Regierungszeit ist zumindest eine jährliche Zählung bezeugt: Laut dem Palermostein folgte auf das „7. Mal der Zählung“ unmittelbar das „8. Mal“. Hinzu kommt, dass aus seiner Regierungszeit Datumsangaben für 12 Jahre der Zählung überliefert sind, aber nur für drei Jahre nach der Zählung. Es ist daher wohl mit einer unregelmäßigen Zählung unter Snofru zu rechnen.
Von ägyptologischer Seite wird dennoch häufig eine sehr lange Regierungsdauer angenommen. So nimmt etwa Thomas Schneider an, dass die im Turiner Königspapyrus angegebenen 24 Jahre eigentlich auf Zählungen zurückgehen und Snofru somit mindestens 48 Jahre regiert hätte. Auch Rainer Stadelmann geht aufgrund der enormen Bautätigkeit des Snofru von einer Regierungsdauer von 45 bis 48 Jahren aus. Rolf Krauss hingegen hat mit Hilfe von Datumsangaben, die von der Roten Pyramide in Dahschur stammen, errechnet, dass alle drei Pyramidenanlagen durchaus in einem Zeitraum von nur 31 Jahren erbaut werden konnten.

### Innenpolitik
Unter Snofru fand eine bedeutende Umgestaltung der administrativen Gliederung Ägyptens statt. Während die Verwaltung sich ursprünglich nur auf einzelne landwirtschaftliche Güter stützte, wurde seit dem Beginn des Alten Reiches damit begonnen, das ganze Land in Gaue einzuteilen. Bis zum Ende des Alten Reiches existierten 38 Gaue, deren Zahl sich durch Teilungen bis in die Römerzeit auf 42 erhöhte. Aus der Zeit des Djoser, des ersten Herrschers des Alten Reiches, ist lediglich der Name eines Gaues überliefert. Erst unmittelbar vor und während der Regierungszeit des Snofru stieg die Zahl der Gaue sprunghaft an. So werden sechs Gaue erstmals im Grab eines hohen Beamten namens Metjen in Abusir genannt, der in der Zeit des Übergangs von der 3. zur 4. Dynastie lebte. Zehn weitere Gaue werden erstmals im Taltempel der Knickpyramide in Dahschur erwähnt, zwei auf einer Stele von Snofrus Sohn Netjeraperef und zwei im Grab des Beamten Pehernefer in Sakkara. Bis zum Ende der Regierungszeit des Snofru war die Zahl der Gaue auf mindestens 22 gewachsen. Der Palermostein berichtet außerdem noch von der Einrichtung von 35 Gütern sowie dem Bau einer Festung.

### Außenpolitik

#### Handel
Für das „Jahr nach dem 6. Mal der Zählung“ berichtet der Palermostein vom Bau von Schiffen und der Ankunft von 40 Schiffsladungen Zedernholz aus dem Libanon. Aus diesem Holz wurden im folgenden Jahr weitere Schiffe gebaut und im „Jahr der 8. Zählung“ wurden aus dem verbliebenen Holz Palasttüren gefertigt.

#### Feldzüge

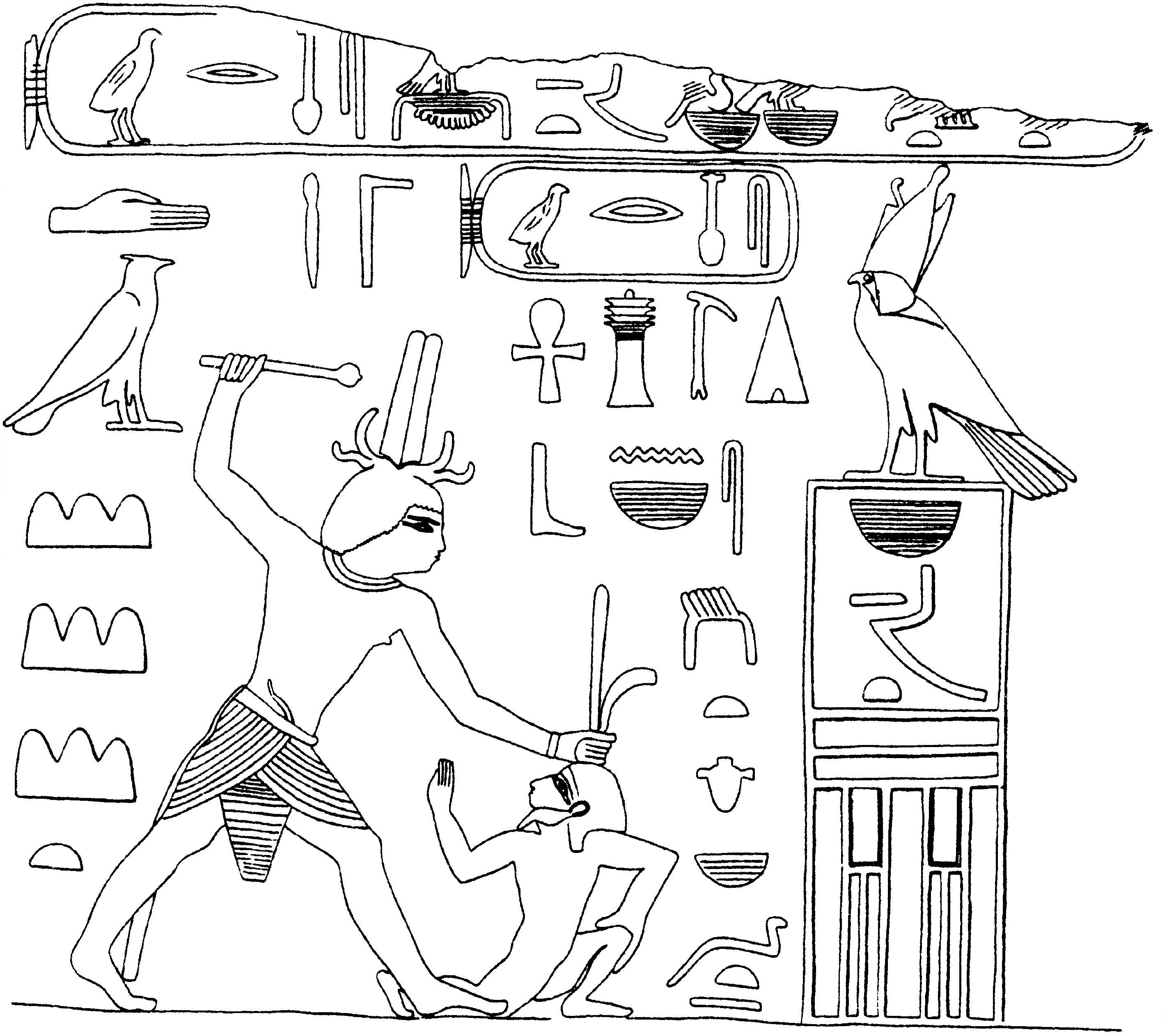
Snofru erschlägt einen Beduinen; Felsinschrift im Wadi Maghara, Sinai

Der Palermostein enthält Angaben zu zwei Feldzügen. Der erste fand im „Jahr nach dem 6. Mal der Zählung“ statt und richtete sich gegen Nubien. Hierbei wurden angeblich 7.000 Gefangene gemacht und 200.000 Stück Vieh erbeutet. Zusätzliche Angaben zu diesem Feldzug liefern zwei Felsinschriften bei Khor el-Aquiba, gegenüber von Karanog, nördlich des zweiten Nilkataraktes. Die erste stammt vom Beginn des Feldzuges. Sie nennt einen Hofbeamten namens Chaibaubata als Befehlshaber und beziffert die Stärke des ägyptischen Heeres mit 20.000 Soldaten. Die zweite Inschrift wurde nach der Rückkehr des Heeres angebracht und berichtet von 7000 gefangenen Nubiern. Als Befehlshaber wird dieses Mal ein weiterer Hofbeamter namens Sauibi genannt. Ob der Oberbefehl während des Feldzugs wechselte (vielleicht durch den Tod des Chaibaubata) oder ob die Befehlsgewalt bei beiden Beamten lag, geht aus den Inschriften nicht hervor.
Der zweite Feldzug richtete sich gegen Libyen und fand gegen Ende von Snofrus Regierungszeit statt. Er endete mit der Gefangennahme von 1.100 Libyern und der Erbeutung von 13.100 Stück Vieh. Möglicherweise fand unter Snofru eine militärische Sicherung der Sinai-Halbinsel mit ihren Kupfer- und Türkisvorkommen statt. Lange Zeit war die einzige Quelle hierfür eine Felsinschrift im Wadi Maghara, auf der Snofru einen Beduinen erschlägt. Über Art und Umfang der Gebietssicherung werden keine Angaben gemacht. Durch einen jüngst gefundenen Siegelabdruck ist belegt, dass die Hafenanlage des Wadi al-Garf den Ausgangspunkt für Snofrus Militärexpedition bildete.

## Der Hofstaat

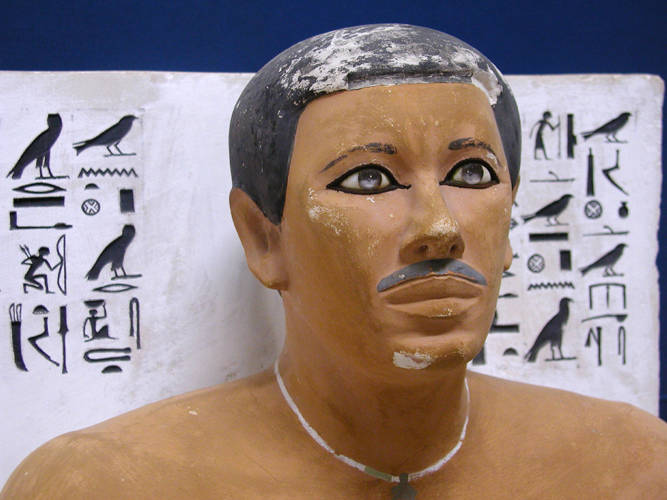
Statue des Rahotep

Neben den beiden bereits erwähnten hohen Beamten Metjen und Pehernefer waren es vor allem seine Söhne, denen Snofru die wichtigsten Ämter übertrug. Sein Sohn Rahotep wurde zum General und Hohepriester in Heliopolis befördert und zugleich „Erster der Großen der Halle“, „Vorsteher der Lastträger“ und als „Magazinältester“ der Leiter des großen pharaonischen Nahrungsspeichers. Nefermaat hatte als Wesir das höchste Amt im Staate inne. Beide sind in großen Mastabas in Meidum begraben worden. Auch Anchhaf und Kawab bekleideten im späteren Verlauf der 4. Dynastie das Amt des Wesirs.

## Bautätigkeit

### Die Meidum-Pyramide

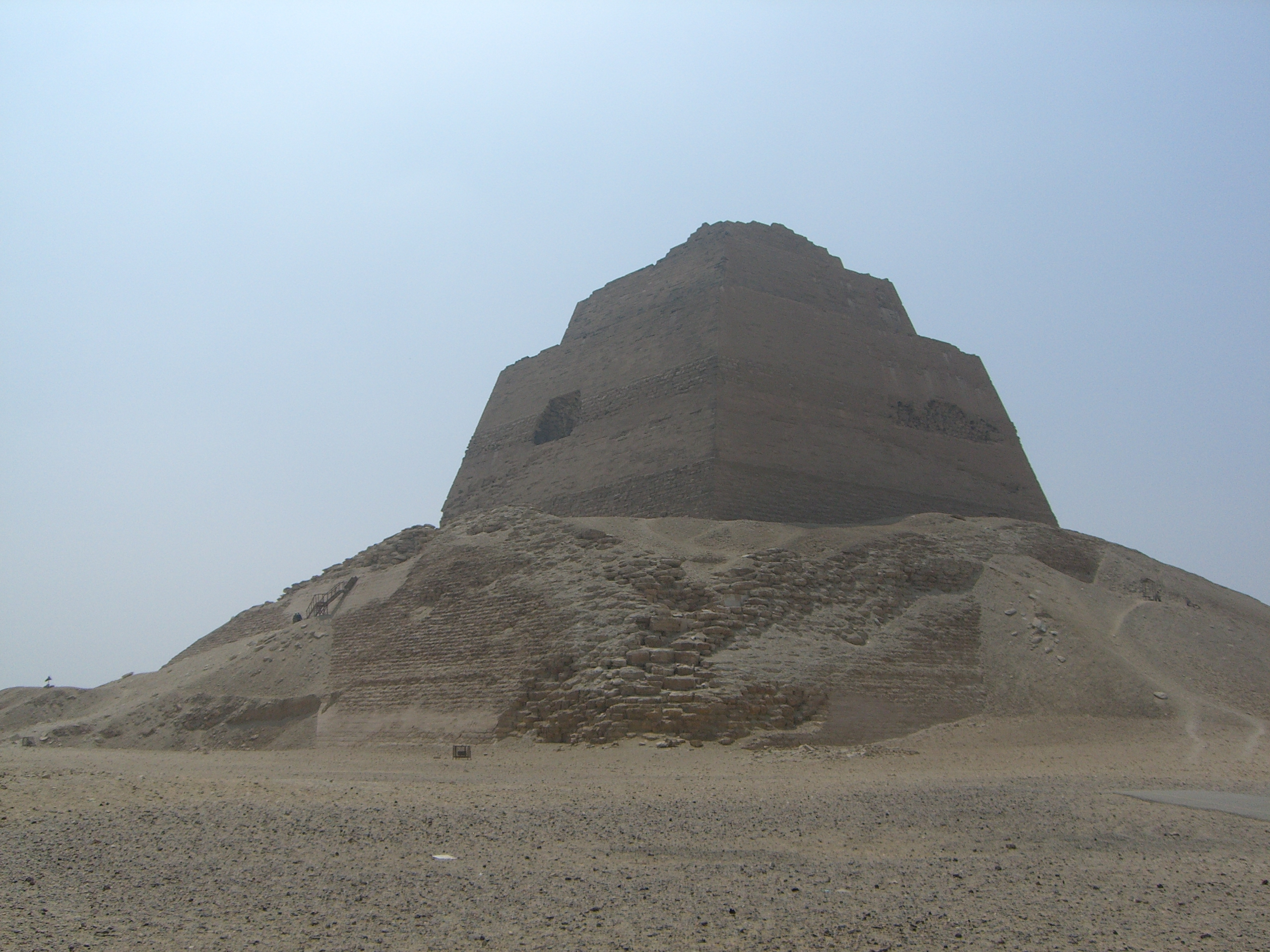
Die Ruine der Meidum-Pyramide

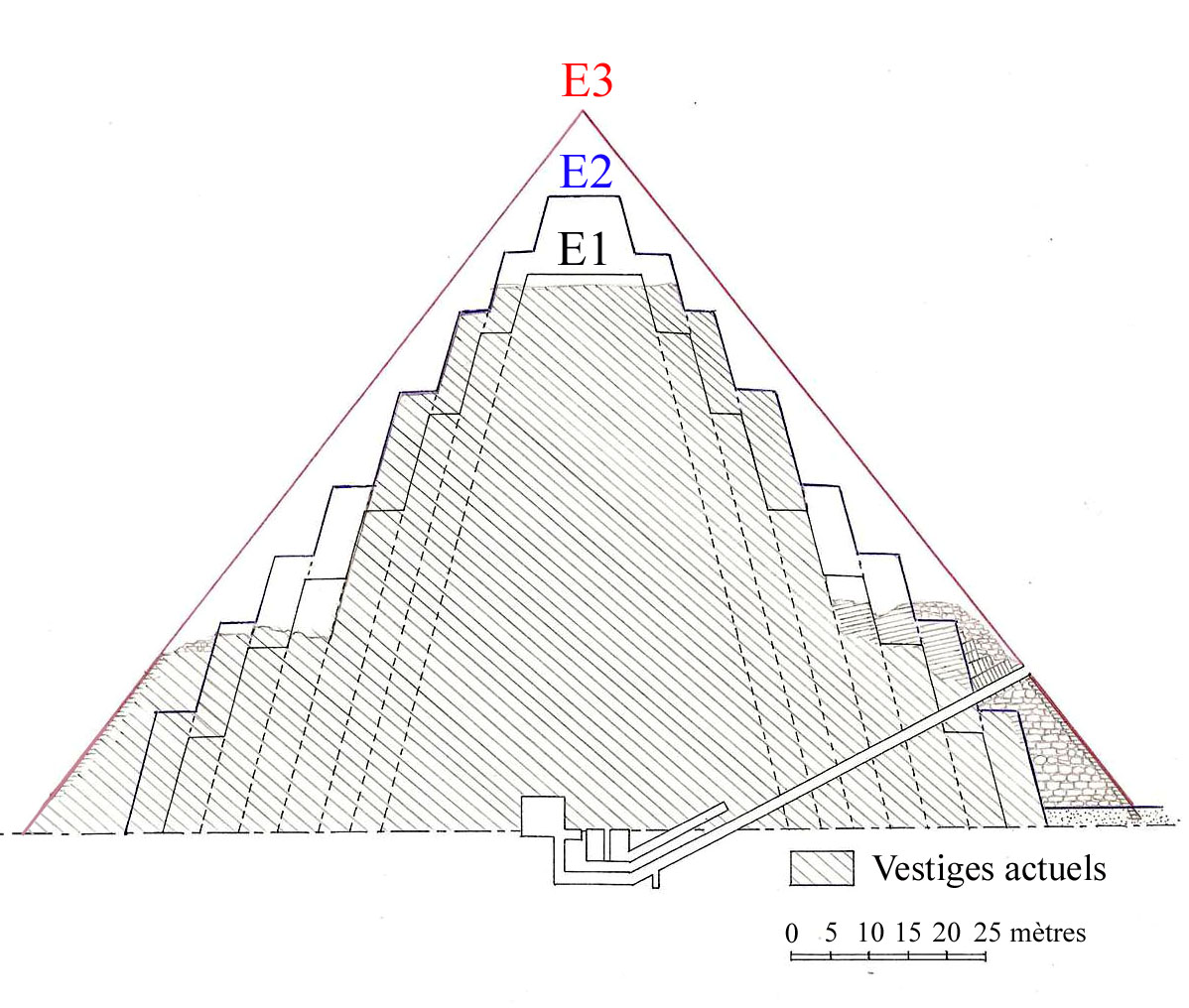
Querschnitt durch die Meidumpyramide mit Markierung der Bauphasen

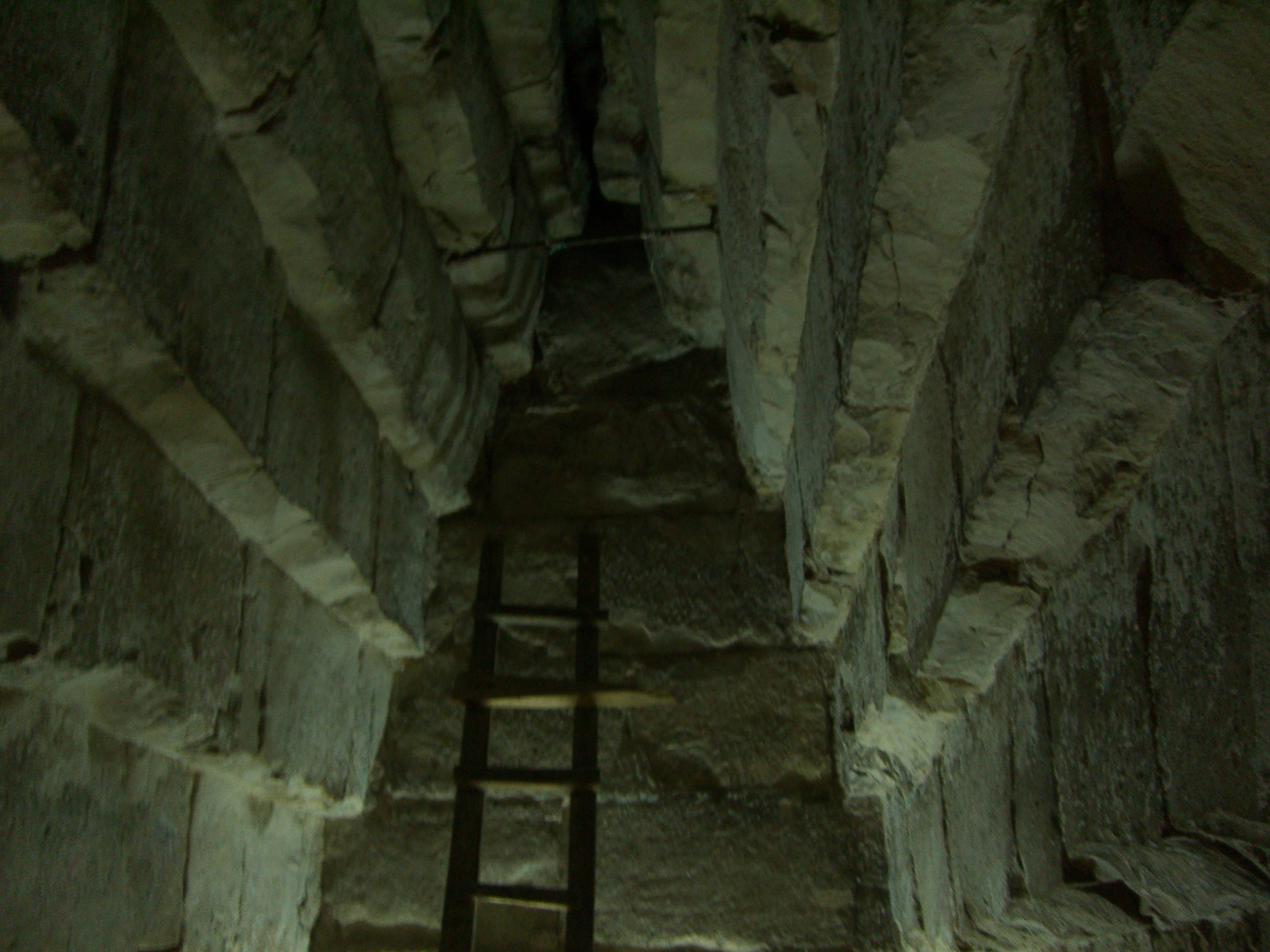
Das Kraggewölbe in der Grabkammer

Wohl schon gleich zu Beginn seiner Herrschaft wurde in Meidum mit dem Bau der ersten monumentalen Pyramide Snofrus begonnen. Lange Zeit wurde sie Huni zugeschrieben und Snofru nur als ihr Vollender angesehen. Da bis heute keinerlei Belege für Huni in Meidum gefunden werden konnten, wird inzwischen allgemein davon ausgegangen, dass Snofru der alleinige Bauherr war.
Obwohl ursprünglich als Stufenpyramide konzipiert, enthielt das Bauwerk bereits von Beginn an Elemente, die für die späteren echten Pyramiden typisch waren. Die Meidum-Pyramide entstand in drei unterschiedlichen Bauphasen: Der ursprüngliche Plan (E1) sah eine siebenstufige Pyramide vor. Als der Bau bis auf vier oder fünf Stufen angewachsen war, erfolgte etwa im 4. oder 5. Jahr der Zählung eine Planänderung (E2): Die Pyramide sollte um eine Stufe auf insgesamt acht erweitert werden. Etwa im 8. Jahr der Zählung war das Bauwerk vorläufig vollendet. Ein bis zwei Jahre später jedoch, im 9. Jahr der Zählung und unmittelbar nach dem Beginn der Bauarbeiten an Snofrus zweitem Großprojekt, der Knickpyramide, erfolgte schließlich noch ein letzter Umbau (E3). Hierbei wurde das achtstufige Bauwerk mit einer glatten Verkleidung versehen und so zu einer echten Pyramide gemacht. Der vollendete Bau hatte eine Seitenlänge von 144 m. Mit einer Höhe von knapp 92 m war er bis zur Vollendung der Knickpyramide das höchste Bauwerk der Welt.
An der Nordseite befindet sich in etwa 15 m Höhe der Eingang. Von dort aus führt zunächst ein langer Gang schräg hinab, verläuft dann unterhalb der Pyramidenbasis noch einige Meter waagerecht und mündet schließlich über einen senkrecht nach oben führenden Abschnitt in die Grabkammer. Diese ist allerdings nie benutzt worden. Im Zugangskorridor wurden zwar Reste eines Holzsarges gefunden, dieser stammte allerdings aus späterer Zeit. Sowohl der hoch gelegene Eingang als auch die Bauweise der Grabkammer stellten architektonische Neuerungen dar. Während bei älteren Pyramiden die Grabkammern stets sehr tief unter dem eigentlichen Pyramidenkörper lagen, wurde sie hier auf dem Niveau der Basis angelegt. Auch die Deckenkonstruktion, für die ein Kraggewölbe verwendet wurde, stellt eine Neuerung dar. Lediglich mit der nordsüdlichen Ausrichtung ihrer Längsachse blieb die Grabkammer noch den älteren Bautraditionen verbunden, während die Grabkammern späterer Pyramiden stets ostwestlich ausgerichtet wurden.
Der Totentempel der Pyramide wurde erstmals an deren Ostseite und nicht wie früher üblich an der Nordseite errichtet. Er gilt als der am besten erhaltene Tempel des Alten Reiches, die Deckenplatten befinden sich noch an ihrem ursprünglichen Platz. Dafür ist er sehr einfach gebaut. Er besteht aus zwei Räumen, die zu einem kleinen offenen Hof führen, in dem ein Altar und zwei große, unbeschriftete Stelen stehen. An der Südseite der Pyramide stehen die Überreste einer kleinen, ursprünglich auch in Stufenform errichteten Kultpyramide, die als symbolisches Grab für das Ka des Pharao diente. Es handelt sich hierbei um die erste bekannte Nebenpyramide. An der Nordseite der Pyramide liegt eine Mastaba, die vielleicht als Königinnengrab diente. Alle drei Bauwerke sind von einer Umfassungsmauer umgeben. Außerhalb dieser Mauer, unmittelbar an ihrer Nordostecke, steht die monumentale Mastaba M 17, in der ein unbekannter Prinz bestattet wurde. Der Taltempel der Meidum-Pyramide ist bisher nicht entdeckt.
Das Grabmal befindet sich heute in einem ruinösen Zustand, was daran liegt, dass seine äußere Verkleidungsschicht irgendwann abgerutscht ist. Popularität erlangte in diesem Zusammenhang die Theorie des Physikers Kurt Mendelssohn, der meinte, dass dieses Abrutschen bereits während des Baus passiert sei. Diese Theorie konnte allerdings dadurch entkräftet werden, dass im Totentempel Graffiti gefunden wurden, die aus dem Neuen Reich stammen. Im Schuttgürtel um die Pyramide wurden außerdem Gräber gefunden, von denen die ältesten aus der 22. Dynastie stammen. Daher wird heute allgemein von einem schrittweisen Abrutschen der Verkleidung ausgegangen.

### Die Knickpyramide in Dahschur

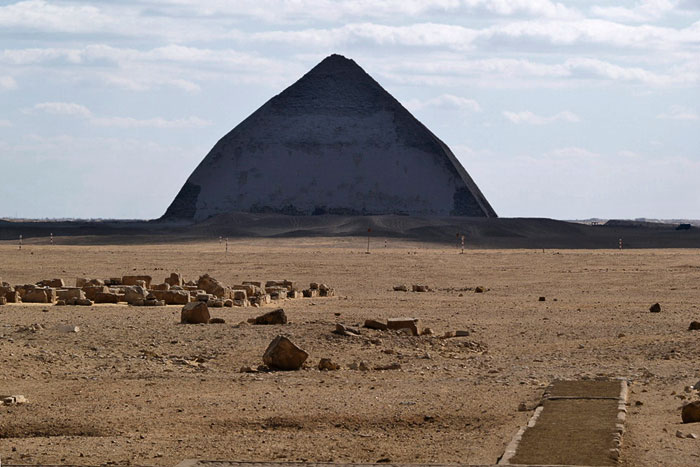
Die Knickpyramide in Dahschur

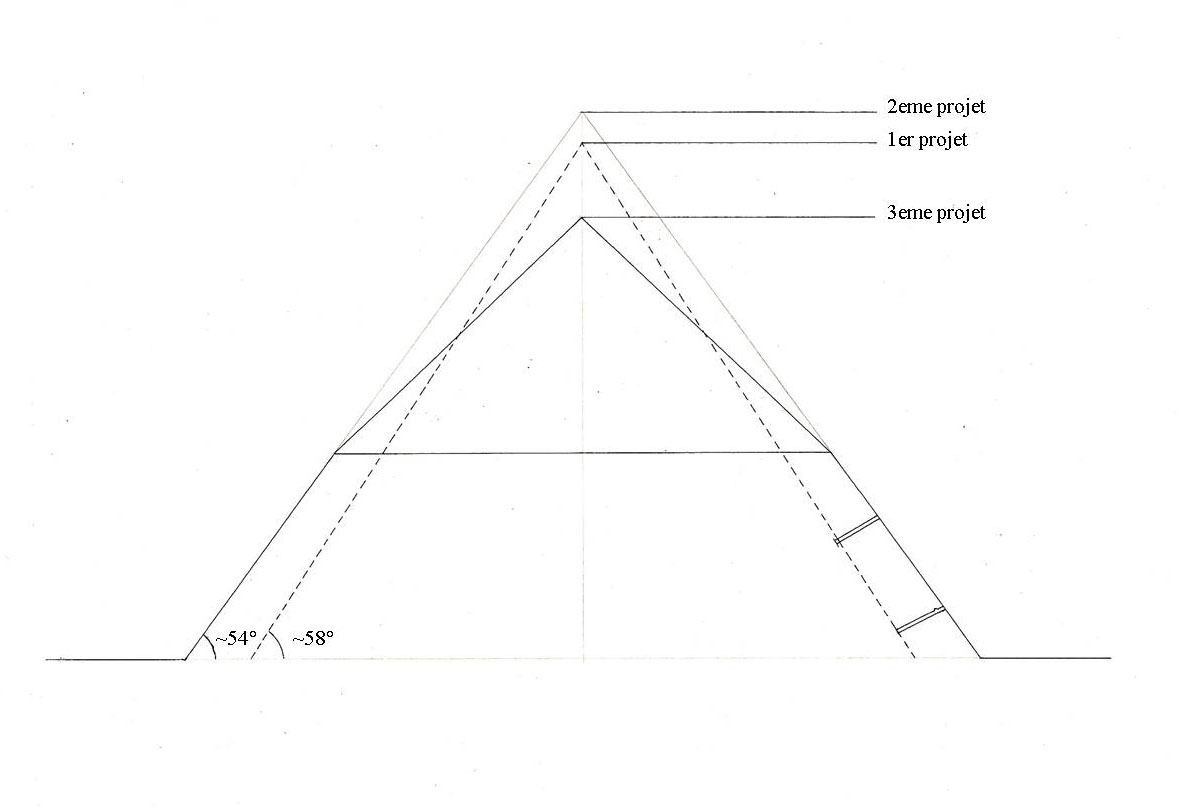
Die drei verschiedenen Bauphasen der Knickpyramide

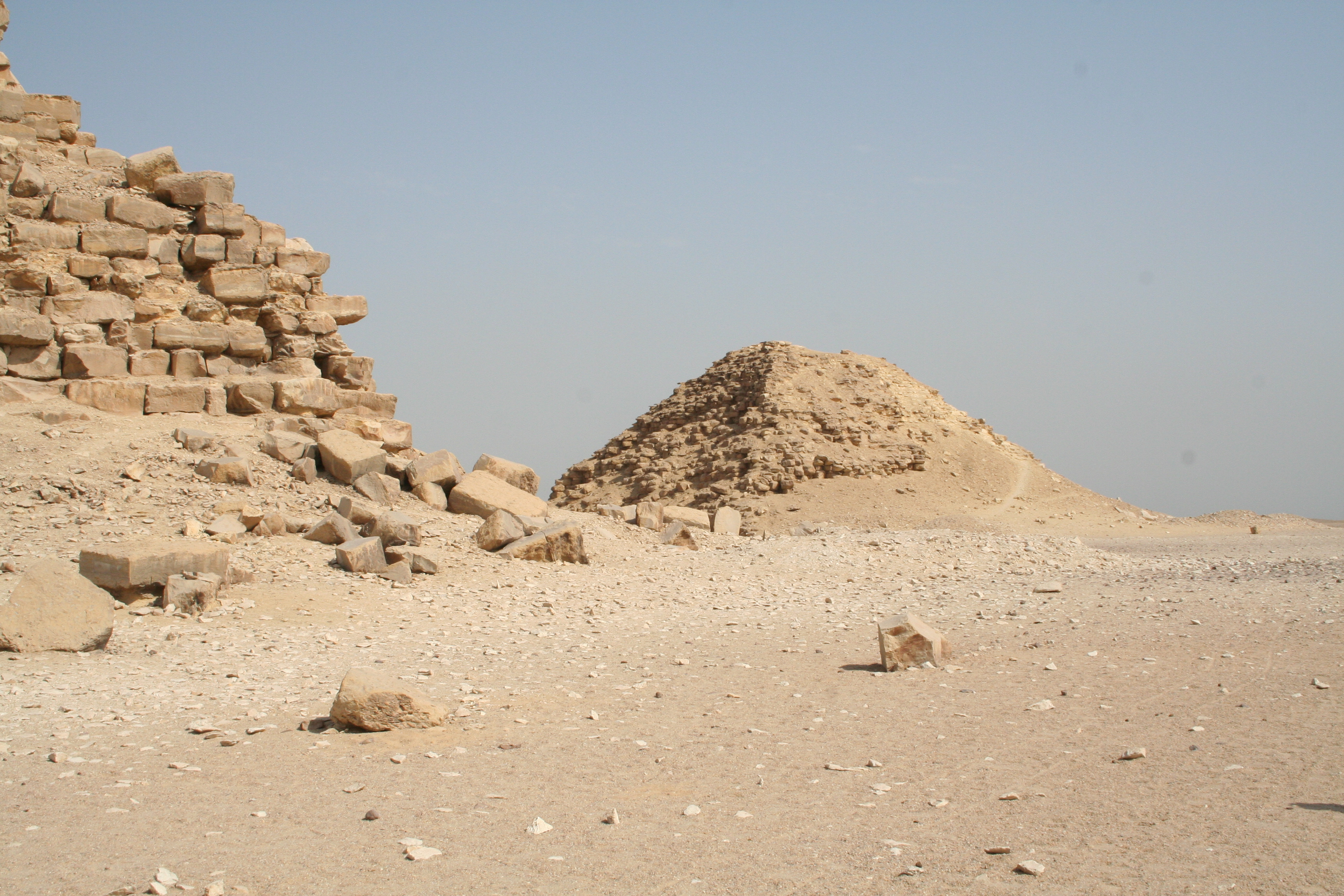
Die Kultpyramide in Dahschur

Etwa in das 8. Jahr der Zählung fällt der Baubeginn der Knickpyramide in Dahschur. Im Gegensatz zu ihrer Vorgängerin in Meidum war sie vermutlich von Anfang an als echte Pyramide geplant. Eine Erklärung für ihre Form wären Fehler in der Bauplanung, die dazu führten, dass ihr Aussehen mehrmals geändert werden musste. Der ursprüngliche Plan sah eine Pyramide mit einem sehr steilen Neigungswinkel von etwa 60° vor. Als dieser Winkel sich als zu steil erwies, wurde die Pyramidenbasis verbreitert und der neue Neigungswinkel auf 54° verringert. Als das Bauwerk schließlich eine Höhe von 45 m erreicht hatte, kam es erneut zu einer Planänderung: Bei allen höher liegenden Steinlagen wurde der Neigungswinkel nun auf nur noch 43° reduziert, wodurch die Pyramide ihre charakteristische Form erhielt. Nach ihrer Fertigstellung hatte sie schließlich eine Seitenlänge von 183 m und eine Höhe von knapp 105 m. Andere Gründe für ihre Form werden Erforscht und in Betracht gezogen.
Als Grund für diese mehrmaligen Änderungen wird meist der relativ weiche Untergrund aus Tonschiefer in Verbindung mit dem ursprünglich zu steilen Neigungswinkel gesehen, was zu Rissen im Bau führte. Einige Forscher vertreten allerdings auch die Ansicht, dass die außergewöhnliche Form dieser Pyramide gar keine Notlösung darstellte, sondern in Wirklichkeit von vornherein so geplant war. So wurde etwa die Hypothese aufgestellt, die unterschiedlichen Böschungswinkel könnten die Einheit von Ober- und Unterägypten symbolisieren. Nach einer anderen Idee stehen die acht Seiten- sowie die Grundfläche für die Götterneunheit von Heliopolis.
Ganz und gar ungewöhnlich ist das Kammersystem, welches zweigeteilt ist. Das erste ist durch einen Eingang an der Nordseite der Pyramide zu erreichen. Ein absteigender Gang mündet weit unterhalb der Pyramidenbasis in eine Vorkammer, von der aus eine steile Treppe hinauf zu der sogenannten „unteren Kammer“ führt. Südlich dieser Kammer liegt ein senkrechter Schacht, „Kamin“ genannt, der direkt in der senkrechten Pyramidenachse liegt. Die sogenannte „obere Kammer“ liegt deutlich höher und ist durch einen Gang erreichbar, der von der Westseite der Pyramide herabführt. Die obere und untere Kammer sind nur durch einen schmalen, grob ins Mauerwerk geschlagenen Gang miteinander verbunden. Beide Kammern und die Vorkammern besitzen Decken, die als Kraggewölbe gefertigt sind.
An der Ostseite des Bauwerks lag eine offene Opferstelle, die aus einem Altar und zwei Stelen, die Name und Titulatur des Snofru trugen, bestand. In späterer Zeit wurde diese Opferstelle allmählich zu einem kleinen Tempel ausgebaut. An der Südseite der Knickpyramide wurde erneut eine Kultpyramide errichtet, dieses Mal allerdings nicht mehr in Stufenbauweise. Mit einer Seitenlänge von 52,5 m stellt sie sowohl in absoluter Größe als auch in Relation zur Hauptpyramide das mit Abstand größte Exemplar aller Kultpyramiden dar. Der gesamte Pyramidenbezirk wurde von einer Mauer aus Kalkstein umschlossen. Den Zugang bildete ein Aufweg, der von Osten kommend in die Nordseite der Umfassungsmauer mündet. Er verbindet den Komplex mit dem Taltempel, der das älteste bisher bekannte Exemplar dieses Gebäudetyps darstellt. Dieser Tempel besteht aus drei Abschnitten: Der südliche besteht aus Magazinräumen. Die Wände dieses Tempelabschnitts sind mit Reliefs verziert, die eine Prozession von personifizierten Opferstiftungen darstellen. Den Mittelteil des Tempels bildet ein offener Hof, den Nordteil schließlich ein Portikus mit zehn dekorierten Pfeilern, auf denen Snofru beim Feiern des Sed-Festes zum 30-jährigen Thronjubiläum dargestellt ist. Hinter den Pfeilern befinden sich sechs Nischen, in denen ursprünglich Statuen des Herrschers standen.

### Die Rote Pyramide in Dahschur

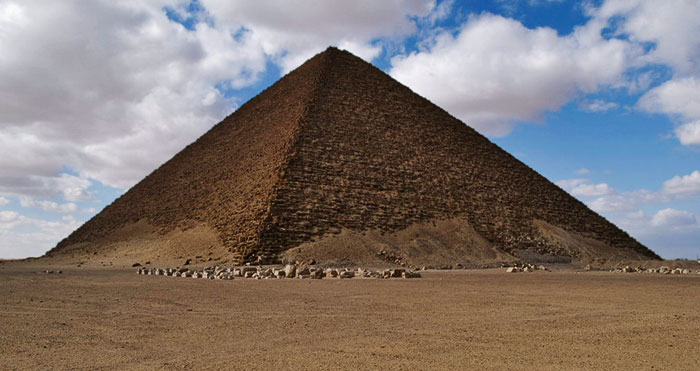
Die Rote Pyramide in Dahschur

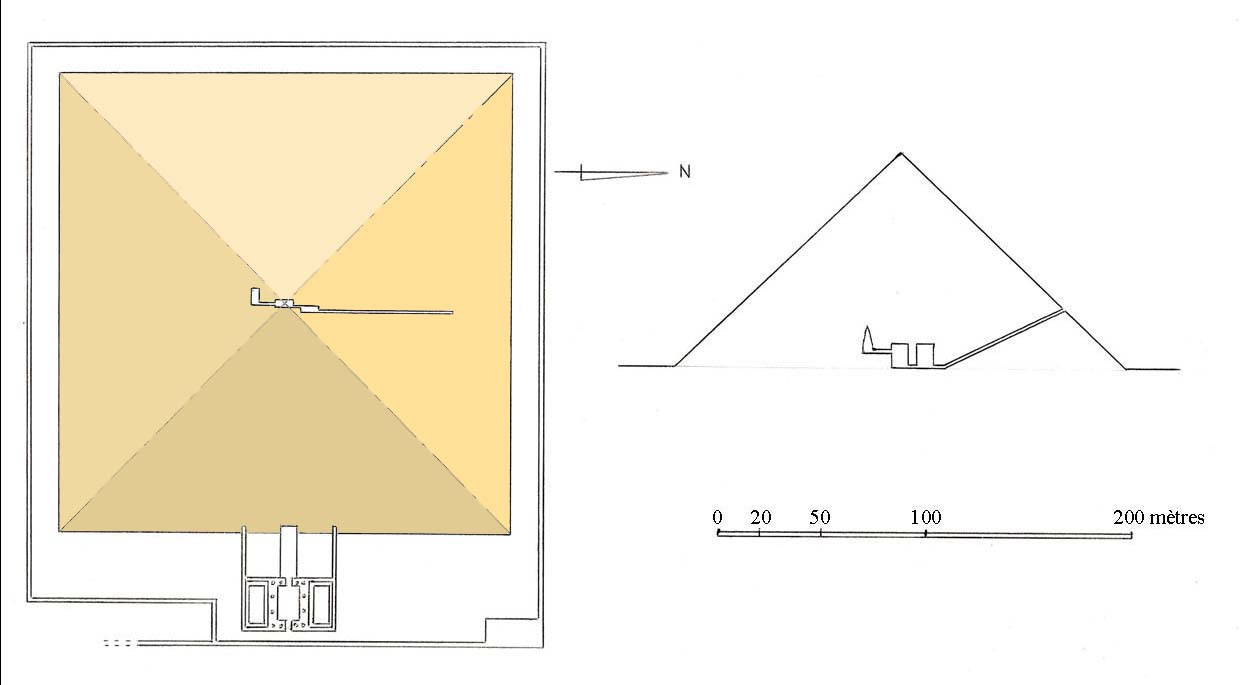
Grundriss und Querschnitt der Roten Pyramide

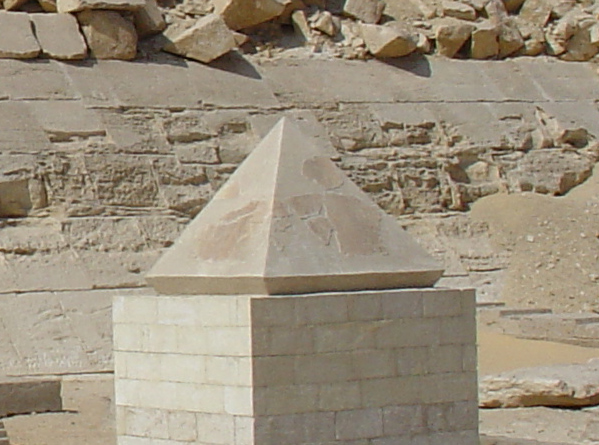
Das rekonstruierte Pyramidion vor der Roten Pyramide

Wohl im 14. Jahr der Zählung wurde nur zwei Kilometer nördlich der Knickpyramide der Bauplatz für die Rote Pyramide vorbereitet. Die eigentliche Grundsteinlegung ist für das 15. Jahr der Zählung inschriftlich belegt. Dieses Mal wurde mit einem Neigungswinkel von kleiner 45° von Anfang an ein deutlich flacherer Neigungswinkel verwendet als bei den Vorgängerbauten. Nachträgliche Bauänderungen konnten somit vermieden werden. Im 24. Jahr der Zählung waren die Bauarbeiten abgeschlossen. Die fertige Pyramide hatte eine Seitenlänge von etwa 219 m und eine Höhe von etwa 104,5 m. Die Kalkstein-Verkleidung wurde in späterer Zeit fast völlig abgetragen, dennoch sind Fragmente eines Abschlusssteins gefunden worden. Bei diesem Pyramidion handelt es sich um den bisher ältesten Fund seiner Art. Es weist allerdings mit etwa 54° eine steilere Neigung auf als die erhaltenen Reste der Roten Pyramide bzw. auch des oberen Abschnitts der benachbarten älteren Knickpyramide (beide rund 43°), deren steilerer unterer Teil einen ähnlich großen Neigungswinkel hat.
Der Eingang zum Kammersystem befindet sich an der Nordseite des Bauwerks in knapp 31 m Höhe. Ein absteigender Gang führt von dort aus zu zwei hintereinander gelegenen, nordsüdlich ausgerichteten Kammern, die sich nur wenige Meter über der Pyramidenbasis befinden. Beide besitzen Decken, die als Kraggewölbe erbaut wurden. Vom südlichen Raum aus führt ein kurzer Gang weiter zur etwas höher gelegenen eigentlichen Grabkammer. Auch sie besitzt ein Kraggewölbe. Eine Neuerung bildet ihre ostwestliche Ausrichtung.
Die weiteren Gebäude des Pyramidenkomplexes scheinen erst nach dem Tod Snofrus vollendet worden zu sein. Der Totentempel ist heute weitgehend zerstört. Sein Zentrum bildete eine Opferstätte mit einer Scheintür. Um sie herum wurden Magazinräume aus Lehmziegeln errichtet. Pyramide und Tempel waren ursprünglich von einer Umfassungsmauer umgeben. Südöstlich der Anlage wurde ein größerer Ziegelbau gefunden, der offenbar Werkstätten beherbergte. Der Aufweg blieb unvollendet, ein Taltempel konnte bisher nicht entdeckt werden. Nahe dem Niltal wurden allerdings die Reste einer Umfassungsmauer entdeckt, die zur einstigen Pyramidenstadt gehört haben könnte, von der Rainer Stadelmann hingegen glaubt, dass sie zum Taltempel gehörte.
Nach wie vor ungeklärt ist die Frage, in welcher Pyramide Snofru schließlich bestattet wurde. Achmed Fakhry hielt das obere Kammersystem der Knickpyramide für seine letzte Ruhestätte, Rainer Stadelmann hingegen die Rote Pyramide. Eindeutige Belege gibt es bisher für keine der beiden Varianten. In keiner von Snofrus Pyramiden wurde ein Sarkophag gefunden. Zwar wurden in den 1950er-Jahren in der Roten Pyramide Mumienreste gefunden, aber auch diese ließen sich nicht Snofru zuordnen und stammten mit großer Wahrscheinlichkeit aus einem späteren Begräbnis. Anderseits wurde festgestellt, dass nur die Knickpyramide bestimmte Elemente aufweist, die normalerweise auf eine genutzte Begräbnispyramide hindeuten, so zum Beispiel Nebenpyramiden, eine Umgrenzungsmauer und anderes mehr.

### Die kleinen Stufenpyramiden

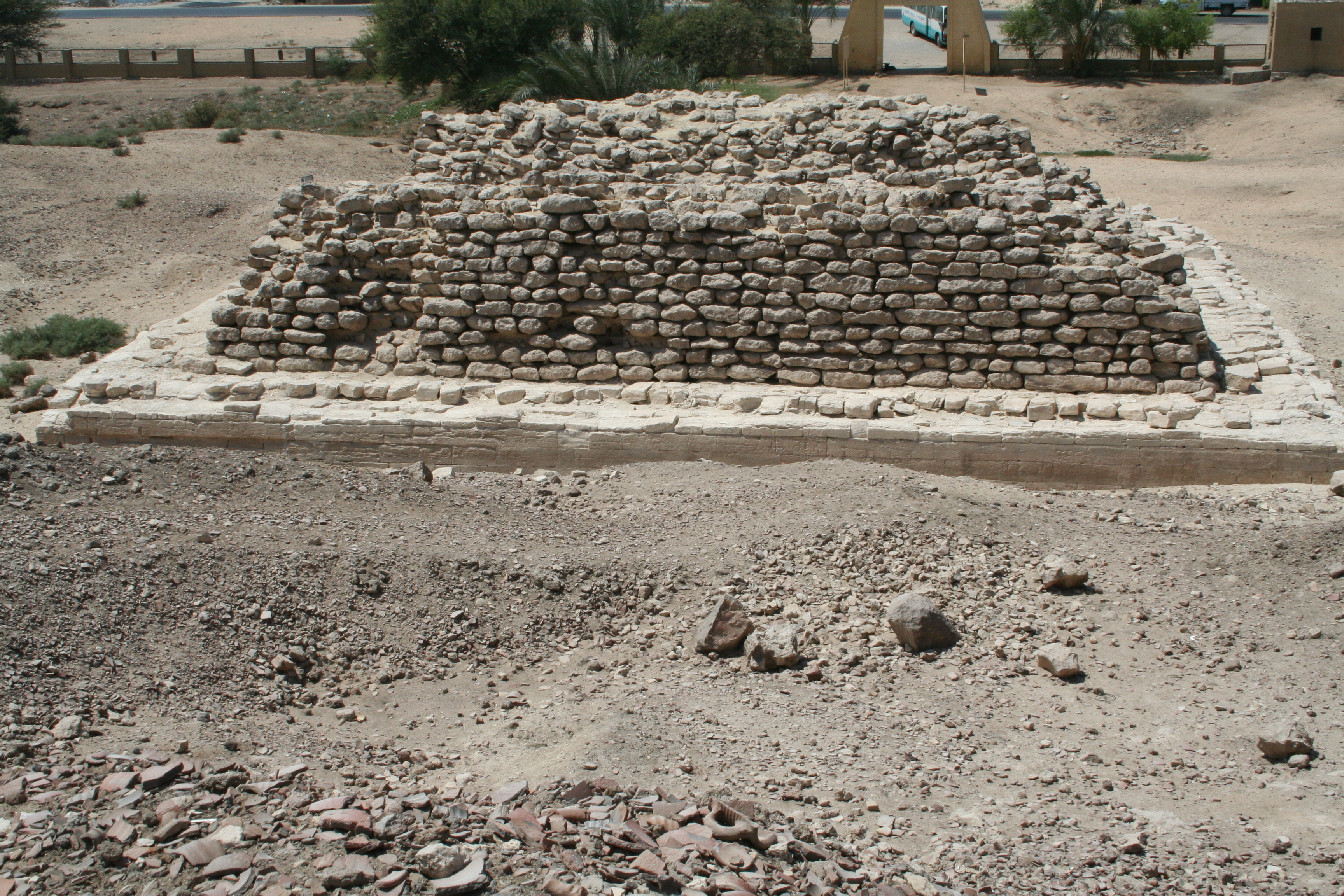
Die Ruine der Pyramide von Saujet el-Meitin

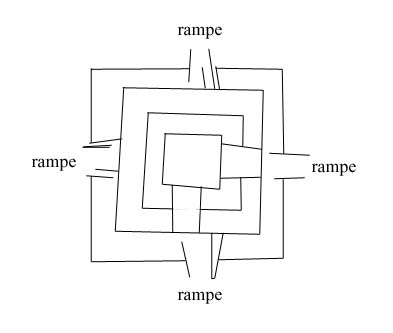
Grundriss der Pyramide von Sinki

Über ganz Ägypten verstreut liegen mindestens sieben einander recht ähnliche kleine Stufenpyramiden. Die südlichste von ihnen steht auf der Nilinsel Elephantine. Die anderen befinden sich in el-Kula nahe Hierakonpolis, in Edfu-Süd, Ombos nahe Naqada, Sinki nahe Abydos, Saujet el-Meitin und Seila am Rand der Faijum-Oase. Möglicherweise gehörte auch die heute nicht mehr erhaltene Pyramide von Athribis zu dieser Gruppe.
Diese Bauwerke haben eine Reihe gemeinsamer Eigenschaften: Sie besitzen etwa die gleichen Ausmaße, bestehen aus nur grob behauenen Steinen von lokaler Herkunft, und ihre Seiten sind nicht nach den Himmelsrichtungen, sondern nach dem Verlauf des Nil ausgerichtet. Das markanteste Merkmal ist allerdings das völlige Fehlen eines Kammersystems; sie konnten also offensichtlich nicht als Gräber gedient haben. Welche Funktion sie stattdessen hatten, ist bis heute nicht geklärt. Ältere Theorien gehen davon aus, dass es sich um Kenotaphe (Scheingräber) handelt, die entweder für den König oder für Königinnen dienten. Eine spätere Theorie sieht sie als Zeugnisse königlicher Macht in Zusammenhang mit einem Pfalzsystem. Stephan Seidlmayer, der die bisher neueste Theorie zur Funktionsweise dieser Bauwerke aufgestellt hat, hält sie für Repräsentations- und Verehrungsstätten des Königs in den Verwaltungs- und Wirtschaftszentren Ägyptens. Er geht davon aus, dass ursprünglich in jedem Gau Ägyptens ein solches Monument gestanden haben könnte.
Nur die Pyramide von Seila lässt sich zweifelsfrei Snofru zuordnen. Dort wurden bei Ausgrabungen Ende der 1980er Jahre zwei Stelen gefunden, von denen eine den Namen dieses Herrschers trägt. Bei den anderen Pyramiden fehlen solche eindeutigen Funde. Zwar wurde in den Trümmern der Pyramide von Elephantine ein Granit-Kegel gefunden mit einer Inschrift des Namens von Snofrus Vorgänger Huni, jedoch nimmt diese Inschrift nur Bezug auf die Gründung einer Festung und geht nicht auf die Pyramide ein. Es ist daher vermutet worden, dass dieser Kegel lediglich als Baumaterial wiederverwendet wurde. Da somit nur die Stele in Seila für eine eindeutige Datierung übrig bliebe, wären alle kleinen Stufenpyramiden in die Regierungszeit Snofrus zu datieren.
Diese Ansicht ist allerdings nicht unumstritten. So gehen einige Forscher mittlerweile davon aus, dass es sich bei der Pyramide von Seila um eine architektonische Weiterentwicklung handelt. So ist sie im Gegensatz zu den anderen kleinen Stufenpyramiden vier- und nicht dreistufig. Außerdem besitzt sie eine etwas größere Seitenlänge. Demnach wären die anderen Pyramiden noch unter Huni errichtet worden und lediglich die Pyramide von Seila unter Snofru. In welchen Abschnitt seiner Regierungszeit ihre Errichtung fällt, ist allerdings aufgrund fehlender Schriftzeugnisse unklar. So wird es etwa von Roman Gundacker an deren Beginn gesetzt, von Miroslav Verner hingegen an ihr Ende.

### Die Talsperre von Sadd el-Kafara
Auf dem Palermostein wird für das „Jahr nach dem 6. Mal der Zählung“ vom Bau einer „Mauer Ober- und Unterägyptens“ berichtet. Damit könnte die Talsperre Sadd el-Kafara im Wadi Garawi bei Helwan am östlichen Nilufer gemeint sein. Da sich das Wadi Garawi direkt gegenüber der am westlichen Nilufer gelegenen Nekropole von Dahschur befindet, könnte die Talsperre als Schutzwehr für die Nekropole gedient haben. Für eine Gleichsetzung des im Palermostein erwähnten Baus mit der Talsperre sprechen auch Keramikfunde, die in ihren Ruinen gemacht wurden und ihre Bauzeit eindeutig in die 3. bis 4. Dynastie datieren. Sadd el-Kafara wurde allerdings nie fertiggestellt, denn bereits während der Bauarbeiten scheint die Talsperre durch Regenfluten zerstört worden zu sein. Nur die Ansätze des Bauwerks an den Rändern des Wadi haben sich erhalten. Aus ihnen lässt sich rekonstruieren, dass es ursprünglich eine Länge von 110 m und eine Höhe von 14 m hatte. Das Innere des Bauwerks bestand aus einem 33 m breiten Erdkern, der von zwei steinernen, treppenförmigen Stützkörpern umschlossen wurde. Die Breite an der Basis betrug 98 m und an der Krone 56 m.

## Statuen
Das bislang einzige sicher belegte und in größeren Teilen erhaltene rundplastische Abbild des Snofru ist eine von Ahmed Fakhry in Dahschur ausgegrabene, publizierte und von Rainer Stadelmann im Jahr 1994 per Zufall im Antikenmagazin von Gizeh wiedergefundene, stark beschädigte Kalkstein-Statue. Sie ist 200 cm hoch und war ursprünglich bemalt. Der König trägt die weiße Krone Oberägyptens, einen breiten Halskragen, ein Armband und einen kurzen Schurz. Auch bei der Pyramide von Seila wurden Reste einer Statue des Snofru aus Alabaster gefunden, diese war allerdings nur noch in Fragmenten erhalten. Der Palermostein berichtet von zwei weiteren Statuen, von denen eine aus Kupfer und die andere aus Gold gefertigt war. Von diesen Statuen ist allerdings nichts erhalten.

## Snofru im Gedächtnis des Alten Ägypten

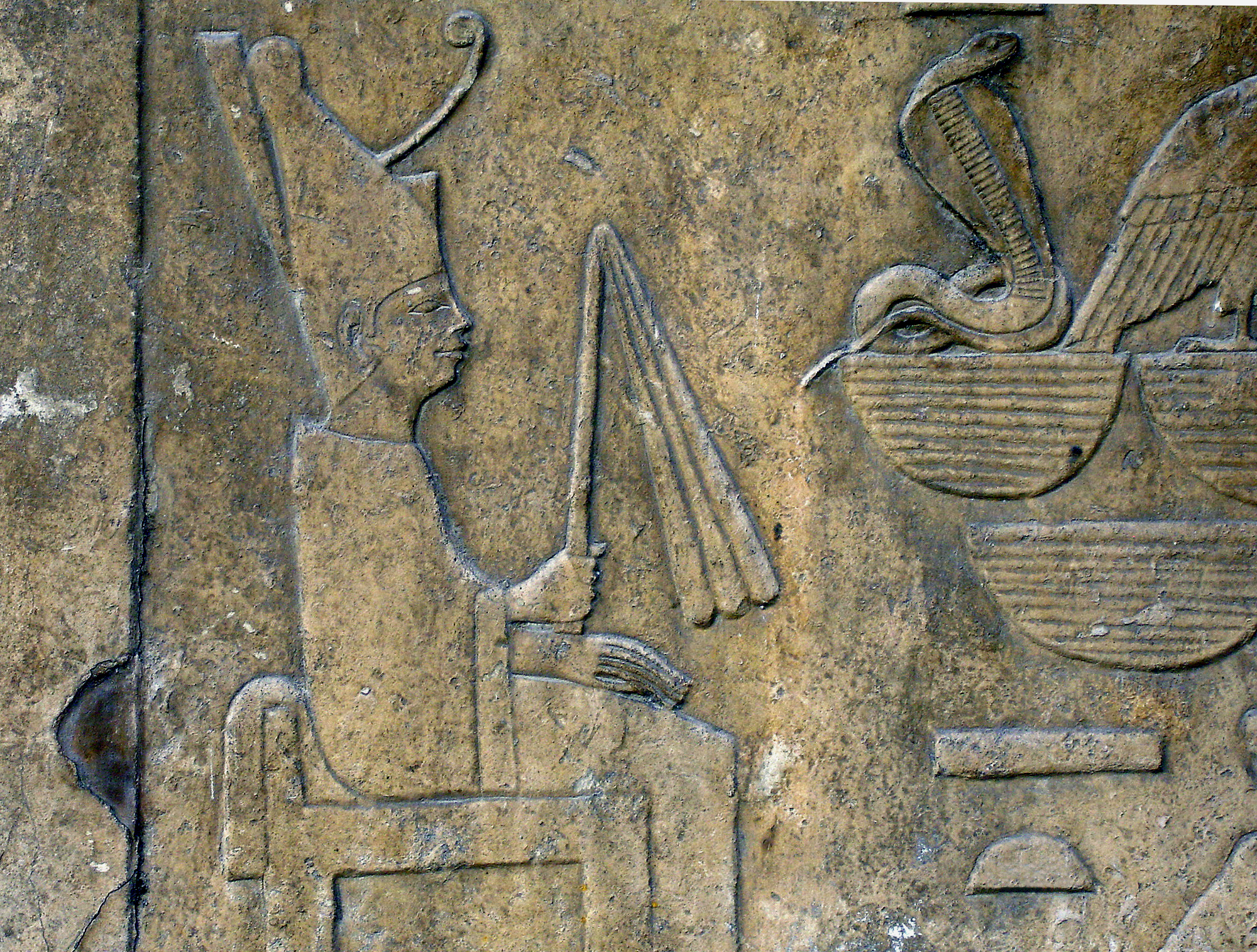
Detail einer Grabstele des Snofru aus Dahschur: Snofru trägt eine Hebsed-Robe und die Doppelkrone Ägyptens.

### Altes Reich
Snofru genoss während des Alten Reiches einen umfangreichen Totenkult. Bis zum Ende der 6. Dynastie sind insgesamt 18 Totenpriester und mit dem Totenkult in Zusammenhang stehende Beamte belegt. Vier von ihnen sind aus Gizeh bekannt, einer aus Abusir, einer aus Meidum und zwölf aus Dahschur. Offensichtlich war also letzterer Ort das Zentrum von Snofrus Verehrung. Geht man nur von der reinen Zahl der bekannten Totenpriester und Beamten aus, war dies sicherlich nicht der umfangreichste Totenkult für einen König der 4. Dynastie. So sind etwa für Cheops 73 und für Chephren 32 Totenpriester und Beamte bezeugt. Dafür hielt er deutlich länger an. Während der Totenkult von Cheops und Chephren in der 6. Dynastie allmählich zum Erliegen kam, erließ in dieser Zeit Pharao Pepi I. sogar noch ein Dekret, in dem er Snofrus Beamtenschaft in Dahschur besondere Privilegien zugestand. Der Kult hielt sich schließlich bis in die Erste Zwischenzeit und blühte im Mittleren Reich erneut auf.
Ein solcher Totenkult hatte stets auch große wirtschaftliche Bedeutung, da für die Versorgung mit Opfergaben zahlreiche landwirtschaftliche Güter (Domänen) eingerichtet wurden. Für Snofru lassen sich 16 solcher Domänen nachweisen. Hinzu kommen noch elf Ortsnamen, die mit dem Namen des Snofru gebildet wurden.

### Mittleres Reich
Der Totenkult des Snofru erfuhr im Mittleren Reich eine Fortsetzung. Aus Dahschur sind für diesen Zeitraum zehn Totenpriester und Beamte belegt. Weiterhin wurden hier zahlreiche Denkmäler gefunden, in denen Snofru in Opferformeln gemeinsam mit Göttern angerufen wird. Er scheint also im Mittleren Reich bereits selbst als Gott verehrt worden zu sein. Die Beamtenschaft von Dahschur sah ihn aber auch noch als obersten Dienstherren an, dessen kultische Verehrung letztlich ihre eigene Existenzgrundlage bildete.

#### Die Lehre für Kagemni
Die Lehre für Kagemni ist nur unvollständig erhalten. Der Papyrus Prisse, auf dem sie überliefert ist, stammt aus der 12. Dynastie, die Lehre selbst könnte aber schon in der 9./10. Dynastie entstanden sein. Snofru spielt in diesem Text keine aktive Rolle, Hauptfigur ist vielmehr Kagemni, der sich die in der Lehre beschriebenen Maximen zu eigen gemacht hat und dafür nach dem Tod des Huni und dem Regierungsantritt des Snofru zum Wesir befördert wird. Ein Wesir namens Kagemni ist tatsächlich historisch belegt, er lebte allerdings erst unter Pharao Teti II. in der 6. Dynastie und wird hier anachronistisch an den Beginn der 4. Dynastie gesetzt.

#### Die Prophezeiung des Neferti
Bei der Prophezeiung des Neferti handelt es sich um eine Erzählung, die zu Beginn der 12. Dynastie unter Amenemhet I. entstand. Im Gewand einer vermeintlich alten Prophezeiung sollte sie die Machtübernahme dieses Königs legitimieren, der in keinem verwandtschaftlichen Verhältnis zur vorherigen Königsfamilie der 11. Dynastie stand. Die Handlung spielt am Königshof von Snofru. Dieser lässt sich vom Vorlesepriester Neferti zukünftige Ereignisse berichten. Neferti malt zunächst ein düsteres Bild der Zukunft: Der Nil trocknet aus, Ausländer siedeln sich im Norden des Landes an und der Sonnengott Re wendet sich von den Menschen ab. Er beendet seine Prophezeiung aber mit der Aussicht auf einen Retter, der dem Land wieder Ordnung bringt. Er wird als Sohn einer Nubierin beschrieben und Ameni genannt, wodurch sehr leicht erkennbar ist, dass niemand anderes als Amenemhet I. gemeint ist.
Snofru wird in dieser Erzählung als äußerst leutseliger Herrscher porträtiert. So redet er seine Untergebenen stets mit „Kameraden“ und „Freunde“ an.

#### Die Erzählungen des Papyrus Westcar

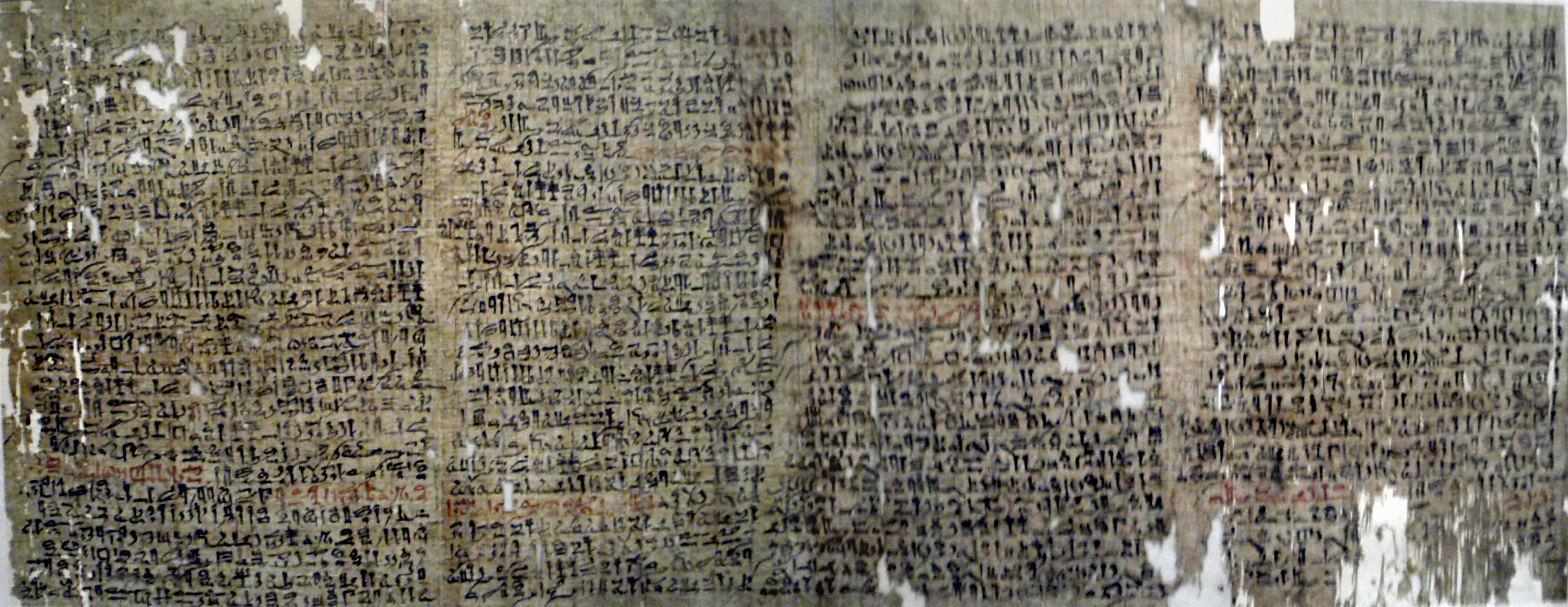
Der Papyrus Westcar

Als Entstehungszeit der Geschichten des Papyrus Westcar wird zumeist die 12. Dynastie angenommen, obgleich mittlerweile vermehrt Argumente angeführt werden, sie in die Entstehungszeit des Papyrus selbst, also in die 17. Dynastie zu datieren. Die Handlung spielt am Königshof und dreht sich um Cheops als Hauptperson. Um sich die Langeweile zu vertreiben, lässt er sich von seinen Söhnen wundersame Geschichten erzählen. Insgesamt vier Söhne des Cheops treten auf und berichten von Zauberern und deren Taten. Die dritte Geschichte wird von Prinz Bauefre erzählt und handelt von einer Bootsfahrt, die Snofru auf einem See unternimmt. An die Ruder des Bootes lässt er 20 junge Frauen setzen, die nur mit Netzen bekleidet sind. Als einer der Frauen ein Anhänger in Form eines Fisches ins Wasser fällt, lässt Snofru seinen Vorlesepriester Djadjaemanch herbeiholen, der den Anhänger wiederfindet, indem er mittels eines Zauberspruches den See „umklappt“ und die eine Hälfte des Wassers einfach auf die andere legt.
Noch deutlicher als in der Prophezeiung des Neferti tritt hier die Leutseligkeit Snofrus hervor. Während er hier ebenso einen sehr vertrauten Umgang mit seinen Untergebenen pflegt, wird sein Nachfolger Cheops im Gegensatz dazu als äußerst ernst und teilweise frevelhaft dargestellt.

#### Inschriften und Denkmäler auf dem Sinai
Hohe Verehrung wurde Snofru im Mittleren Reich auch auf dem Sinai zuteil. Im Wadi Maghara, hauptsächlich aber im Hathor-Tempel von Serabit el-Chadim und in dessen näherer Umgebung, wurden ihm zu Ehren zahlreiche Stelen, Statuen und Opfertafeln aufgestellt und Felsinschriften angebracht. Snofru wurde hier einerseits als Schutzgottheit verehrt, andererseits auch als „Urkönig“, der nach ägyptischer Vorstellung den Sinai erstmals für Ägypten erschloss. Letzteres dürfte allerdings kaum den historischen Tatsachen entsprechen, sondern scheint vielmehr auf das Felsbild des Snofru im Wadi Maghara zurückzugehen.

### Neues Reich
Die Priesterschaft des Snofru in Dahschur scheint im Neuen Reich nicht mehr existiert zu haben. Auch die Verehrung auf dem Sinai war zum Erliegen gekommen. Aus Serabit el-Chadim ist lediglich ein Inschriftenfragment überliefert. Dafür avancierte allerdings die Meidum-Pyramide zwischen der 18. und der 20. Dynastie zu einer Pilgerstätte. Zahlreiche hieratische Graffiti im Totentempel belegen die Verehrung Snofrus. Nach der 20. Dynastie fand aber auch diese Verehrung ein Ende und während der 22. Dynastie wurden im Schuttgürtel der Pyramide schließlich Gräber angelegt.

### Ptolemäerzeit
Die letzten ägyptischen Zeugnisse, die Snofru erwähnen, stammen aus dem 2. Jahrhundert v. Chr. Wichtig sind hier vor allem eine Stele und ein Sarkophag, die zwei Priestern gehörten. Unter ihren zahlreichen Titeln befindet sich auch der eines „Priesters des Königs von Ober- und Unterägypten Snofru“. Die beiden Priester stammten aus Sakkara und es ist anzunehmen, dass Snofru während dieser späten Phase der ägyptischen Geschichte die Rolle eines Urkönigs und Ortsgottes der hiesigen Nekropole einnahm und vielleicht in der Nähe des Serapeums eine Kultstätte erhielt.

## Moderne Rezeption
Der französische Schriftsteller und Archäologe Guy Rachet veröffentlichte in den Jahren 1997 und 1998 fünf Romane über die Pyramidenbauer der 4. Dynastie. Die beiden ersten Bände Die Sonnenpyramide und Traum aus Stein spielen während der Regierungszeit des Snofru und haben dessen Nachfolger Cheops als Hauptperson.
Ein 1960 entdeckter Hauptgürtel-Asteroid trägt Snofrus Namen in englischer Schreibweise: (4906) Seneferu.

### Allgemeines
- Peter A. Clayton: Die Pharaonen. Bechtermünz, Augsburg 1994, ISBN 3-8289-0661-3, S. 40 ff., 49, 88.
- Martin von Falck, Susanne Martinssen-von Falck: Die großen Pharaonen. Von der Frühzeit bis zum Mittleren Reich. Marix, Wiesbaden 2015, ISBN 978-3-7374-0976-6, S. 90–101.
- Alan Gardiner, Eckart Kißling: Geschichte des Alten Ägypten. Eine Einführung (= Kröners Taschenausgabe. Band 354). Kröner, Stuttgart 1965, DNB 451433629, S. 43, 78, 79, 81 ff., 96, 106, 137, 152, 460, 467.
- Roman Gundacker: Untersuchungen zur Chronologie der Herrschaft Snofrus (= Beiträge zur Ägyptologie. Band 22). Wien 2006.
- Roman Gundacker: Anmerkungen zum Bau der Pyramiden des Snofru. In: Sokar. Nr. 11, 2005.
- Pierre Montet: Das alte Ägypten. Magnus, Essen 1975, S. 14, 73, 84, 96, 104, 110, 117 ff., 156, 205, 283, 310, 312 ff., 319, 325, 342, 367, 377, 436, 446.
- Pierre Montet: Das Leben der Pharaonen. Propyläen, Frankfurt / Pawlak, Herrsching 1960, 1970, 1995, S. 13–21.
- Thomas Schneider: Lexikon der Pharaonen. Albatros, Düsseldorf 2002, ISBN 3-491-96053-3, S. 278–279.

### Zum Namen
- Jürgen von Beckerath: Handbuch der Ägyptischen Königsnamen. Deutscher Kunstverlag, München / Berlin 1984, ISBN 3-422-00832-2, S. 52, 178.
- Alan Henderson Gardiner, Thomas Eric Peet, Jaroslav Černý: The Inscriptions of Sinai Band 1: Introduction and plates (= Memoir of the Egypt Exploration Fund. Band 45, ISSN 0307-5109). 2nd edition, revised and augmented by Jaroslav Černý, Egypt Exploration Society, London 1955, Tafel 4, Bild 6.
- John Garstang: Mahâsna and Bêt Khallâf.Quaritch, London 1902,  Reprint 1986, ISBN 1-85417-039-2, Tafel 25.
- Siegfried Schott: Hieroglyphen. Untersuchungen zum Ursprung der Schrift. In: Abhandlungen der Mainzer Akademie der Wissenschaften. Nr. 24, Wiesbaden 1950, S. 6, Figur 5, ISSN 0002-2977.

### Zu den Pyramiden
- Zahi Hawass (Hrsg.): Die Schätze der Pyramiden. Weltbild, Augsburg 2003, ISBN 3-8289-0809-8, S. 112–119.
- Mark Lehner: Geheimnisse der Pyramiden. Econ, Düsseldorf 1997, ISBN 3-572-01261-9, S. 96–105.
- Frank Müller-Römer: Bau der Pyramiden im Alten Ägypten. Renidere, Maintal 2024, ISBN 978-3-98258-058-6.
- Rainer Stadelmann: Die ägyptischen Pyramiden. Vom Ziegelbau zum Weltwunder (= Kulturgeschichte der Antiken Welt. Band 30). 2., überarbeitete und erweiterte Auflage. von Zabern, Mainz 1991, ISBN 3-8053-1142-7, S. 80–105.
- Rainer Stadelmann: Snofru und die Pyramiden von Meidum und Dahschur. In: Mitteilungen des Deutschen Archäologischen Instituts, Abteilung Kairo. (MDAIK) Band 36. von Zabern, Mainz 1980, ISSN 0342-1279, S. 437–449.
- Miroslav Verner: Die Pyramiden (= rororo-Sachbuch. Band 60890). Rowohlt, Reinbek bei Hamburg 1999, ISBN 3-499-60890-1, S. 185–195, 201–218.

Für weitere Literatur zu den Pyramiden siehe unter Meidum-Pyramide, Knickpyramide, Rote Pyramide und Pyramide von Seila.

### Detailfragen
- Jürgen von Beckerath: Chronologie des pharaonischen Ägypten. von Zabern, Mainz 1997, ISBN 3-8053-2310-7, S. 15, 26, 39, 56, 156–160, 162, 175, 187.
- Christoph Eger: Steingeräte aus dem Umfeld der Roten Pyramide in Dahschur. In: MDAIK. Band 50, von Zabern, Mainz 1994, ISBN 3-8053-1587-2, ISSN 0342-1279, S. 35–42.
- Diana Faltings: Die Keramik aus den Grabungen an der nördlichen Pyramide des Snofru in Dahschur. Arbeitsbericht über die Kampagnen 1983–1986. In: MDAIK. Band 45. von Zabern, Mainz 1989, ISBN 3-8053-1106-0, ISSN 0342-1279, S. 133–154.
- Wolfgang Helck: Ein Siegelabdruck aus der Pyramidenstadt des Snofru. In: Göttinger Miszellen. (GM) Band 119. Göttingen 1990, ISSN 0344-385X, S. 43–44.
- Wolfgang Helck: Snofru. In: Studien zur altägyptischen Kultur. (SAK) Band I. Buske, Hamburg 1974, ISSN 0340-2215, S. 215–225.
- Mark Lehner: The Pyramid-Tomb of Hetepheres and the Satellite Pyramid of Khufu. von Zabern, Mainz 1985, ISBN 3-8053-0814-0.
- E. Schott: Das Goldhaus unter König Snofru. In: Göttinger Miszellen. Band 3), Göttingen 1972, S. 31–36.
- Rainer Stadelmann: Beiträge zur Geschichte des Alten Reiches. Die Länge der Regierung des Snofru. In: MDAIK. Band 43. von Zabern, Mainz 1987, ISBN 3-8053-0537-0, ISSN 0342-1279, S. 229–240.
- Miroslav Verner: Archaeological Remarks on the 4th and 5th Dynasty Chronology. In: Archiv Orientální. Band 69, Prag 2001, S. 363–418, (PDF; 31 MB).
- Dietrich Wildung: Die Rolle ägyptischer Könige im Bewußtsein ihrer Nachwelt. (= Münchener Ägyptologische Studien. (MÄS) Band 17. Teil 1). Deutscher Kunstverlag, München / Berlin 1969, S. 105–152.